# Lékařská klinika
Klinika (anglicky clinic nebo někdy outpatient clinic) je typ lékařského zařízení.

## Etymologie
Slovo klinika pochází z řeckého klíne (κλίνη), což znamená lůžko či postel.

## Klinika v československém prostředí
V českém, slovenském prostředí a v některých dalších zemích, je to lékařské pracoviště s takovými parametry, jako mají společná pracoviště lékařské fakulty a fakultní nemocnice, tedy zpravidla lůžkové zařízení, které se podílí na pregraduální i postgraduální výuce. Probíhá zde vědecký výzkum, odborná autorita je zajišťována docenty a profesory v příslušném oboru atd. Toto obecné vnímání podporují i právní předpisy, které hovoří o klinikách jako o společných pracovištích fakultní nemocnice a lékařské fakulty. Pojem klinika definuje v České republice zákon o zdravotních službách (č. 372/2011 Sb.) a obdobná legislativa na Slovensku. Jestliže lékařské zařízení nesplňuje zákonné požadavky, pak se nemůže nazývat klinikou a pokud i tak použije slovo klinika ve svém názvu, pak zřejmě porušuje zákon.

## Kliniky v zahraničí
Klinika v některých dalším zemích může být definována jiným způsobem než v Česku. Často je to privátní lékařské zařízení, nezisková organizace, výzkumné a vzdělávací centrum, které může být zastřešeno i univerzitou. Příkladem může být proslulá Klinika Mayo v USA. Kliniky v zahraničí mohou být také definovány podobným způsobem jako ve výše uvedeném československém prostředí.

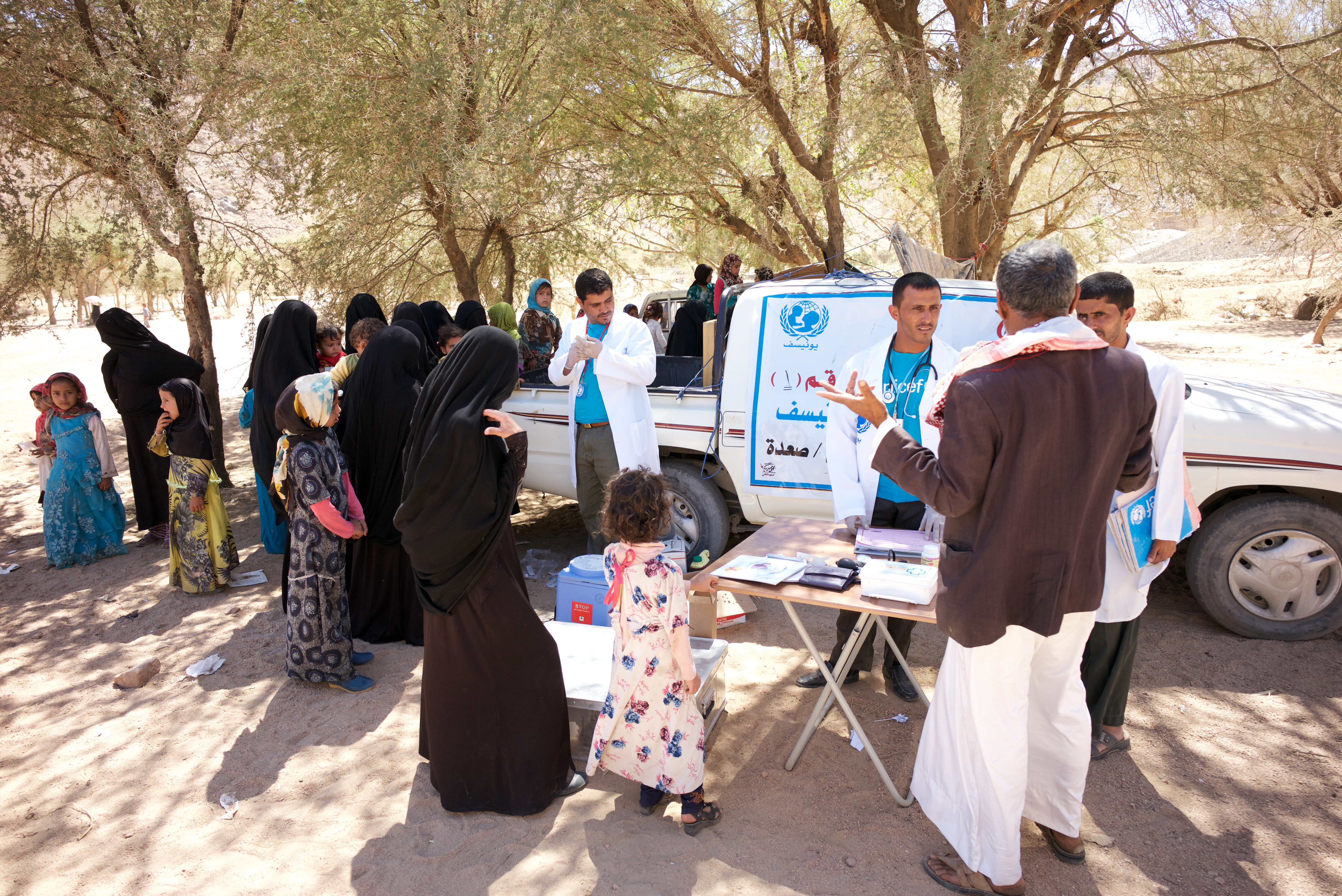
Mobilní klinika v Jemenu

Okrajově je význam slova klinika používaný také pro mobilní (pojízdné) kliniky umístěné v automobilech, které se používají v rozvojových zemích, zemích zasažených válkou či obtížně dostupných oblastech.